# Lâu đài Piotrków Trybunalski
Lâu đài Hoàng gia Piotrków Trybunalski là một công trình kiến trúc thời Phục hưng ở Piotrków Trybunalski, Ba Lan. Nó được xây dựng dưới dạng một tòa tháp dân cư vào thế kỷ 16 và đã được chuyển thành bảo tàng bắt đầu mở cửa cho công chúng vào năm 1919.

## Lịch sử
Các thành trì ở bờ trái của sông Strawa đã tồn tại vào thế kỷ 13. Các công ước được tổ chức ở đây vào thế kỷ 14 đã tạo cho thành phố tầm quan trọng lớn hơn ở Vương quốc Ba Lan và theo biên niên sử đương đại Jan of Czarnków, Casimir III Đại đế đã ra lệnh xây dựng một nơi cư trú ở đây, được hoàn thành vào năm 1347. Sejm 1493 được tổ chức tại lâu đài Piotrków, là quốc hội lưỡng viện đầu tiên ở Ba Lan. Nó bao gồm hội đồng hoàng gia, được gọi là thượng viện và phòng đại biểu.
Trong những năm tiếp theo, tòa nhà trở nên không phù hợp cho các mục đích của triều đình. Do đó, kiến trúc sư triều đình của vua Zygmunt I của Ba Lan, Benedykt Sandomierski đã dựng lên một nơi ở mới, được hoàn thành vào năm 1519. Khu nhà mới được xây dựng theo phong cách Phục hưng theo hình dạng của một tòa tháp dân cư trên một hình vuông có kích thước 18 × 20 m (19,68 × 21,87 yd). Cấu trúc được lắp mái với một gác mái trang trí lộng lẫy. Vào thế kỷ 16, lâu đài là nơi thường xuyên diễn ra các cuộc họp hội đồng và hội đồng khu vực. Trong thời kỳ Deluge, nó đã bị quân đội Thụy Điển - Brandenburg đốt cháy. Việc tái thiết diễn ra giữa năm 1668-1671 do Michał Warszycki, người mang gươm của Crown giám sát. Các công sự không được phục hồi cũng như căn gác bị phá hủy, và toàn bộ cấu trúc được lắp lại mái nhà.
Vào thời điểm Phân vùng lần thứ hai của Ba Lan, lâu đài lại rơi vào tình trạng hư hỏng. vào năm 1869, Thống đốc Piotrków của Nga đã tiến hành trùng tu để chuyển nơi ở cũ của hoàng gia thành một nhà thờ Chính thống giáo đồn trú. Tòa nhà đã vượt qua một lần nữa trong Thế chiến II. Sau chiến tranh, Nhà bảo tồn khu vực đề nghị xây dựng lại lâu đài của nhà nước trước khi tái thiết của Warszycki, khôi phục lại các đặc điểm Phục hưng của nó. Cuối cùng, cấu trúc được xây dựng lại giữa năm 1963-1969, mà không khôi phục lại căn gác Phục hưng.